# Miejski Teatr Miniatura
Miejski Teatr Miniatura – jeden z najstarszych teatrów lalkowych w Polsce (jako instytucja państwowa powstał w 1950 roku), znajdujący się w gdańskiej dzielnicy Wrzeszcz. Co roku wystawia około 280 spektakli, które ogląda ponad 55 tysięcy widzów. Powstają tu przedstawienia zarówno na podstawie klasyki, jak i współczesnej literatury dziecięcej i młodzieżowej dla widzów już od 1. roku życia. Repertuar teatru dopełniają wydarzenia towarzyszące premierom oraz powstające we współpracy z innymi instytucjami kultury, wydawnictwami i organizacjami pozarządowymi. Są to m.in. warsztaty rodzinne, spotkania otwarte, panele i debaty, kiermasze z książkami, festiwale lub przeglądy.

## Historia
Teatr lalek w Gdańsku wywodzi się z Wileńskiego Teatru Marionetek Łątek, był to rodzinny teatr marionetkowy Olgi Dobużyńskiej-Totwenowej oraz jej córek Ewy i Ireny. Pierwsza premiera odbyła się 12 marca 1941 roku w Teatrze Młodego Widza w Wilnie. Był to spektakl Nowe szaty króla według Hansa Christiana Andersena.
Po wojnie Wileński Teatr Łątek przyjechał do Polski, a w 1947 roku znalazł siedzibę w Gdańsku. 25 grudnia 1947 roku wystawił pierwszą premierę przygotowaną od początku do końca w Gdańsku – Najszczęśliwszą z sióstr wg tekstu Ewy Szelburg-Zarembiny. Działa w Gdańsku jako grupa prywatna, ale otrzymuje stałe subwencje od władz na działalność artystyczną. Pod koniec 1947 roku dostaje własne pomieszczenia w budynku poniemieckiej Sporthalle – dzisiejszej Opery Bałtyckiej. Nie ma stałej sceny, gra m.in. w małej salce na piętrze Sporthalle, w Sali Stoczni i Teatrze Miejskim (dzisiejsza Miniatura). W 1949 roku otrzymuje od władz stałą siedzibę – Teatr Miejski przy Grunwaldzkiej 16, budynek dawnej kawiarni, niem.: Cafe Stoeckmann. W lipcu 1950 roku teatr został upaństwowiony, funkcje dyrektora i kierownika artystycznego pełni Olga Totwen. Jednocześnie teatr zostaje filią przedsiębiorstwa Państwowe Teatry Lalek w Łodzi, które skupia 10 scen lakowych w kraju. Oficjalna nazwa gdańskiej instytucji to Państwowy Teatr Lalek – Teatr Łątek. Rok później zostaje zwolniona Olga Totwen, odchodzą także kierownik administracyjny Jan Żejmo (pełniący tę funkcję do 1947 roku) oraz córki Olgi Totwen. Kierownikiem administracyjnym teatru zostaje Mirosław Dybowski. W zespole artystycznym i technicznym nie ma innych zmian personalnych. W styczniu 1952 roku kierownikiem artystycznym teatru zostaje scenograf Ali Bunsch (autor logotypu teatru – charakterystycznej łódeczki), dyrektorem Szczepan Paluszkiewicz. 1 marca tego roku scena zmienia nazwę na Państwowy Teatr Lalek, a w 1953 roku zostaje wyodrębniona jako niezależne przedsiębiorstwo państwowe. 1 kwietnia 1957 roku ponownie zmienia nazwę na Teatr Lalki i Aktora Miniatura. W 1959 roku w ramach decentralizacji organizatorem Teatru Lalki i Aktora Miniatura zostaje Prezydium Wojewódzkiej Rady Narodowej w Gdańsku (od 1973 urząd wojewódzki). Z kolei 1 września 1993 roku organizatorem zostaje Gmina Miasta Gdańsk, a teatr otrzymuje nazwę Miejski Teatr Miniatura.

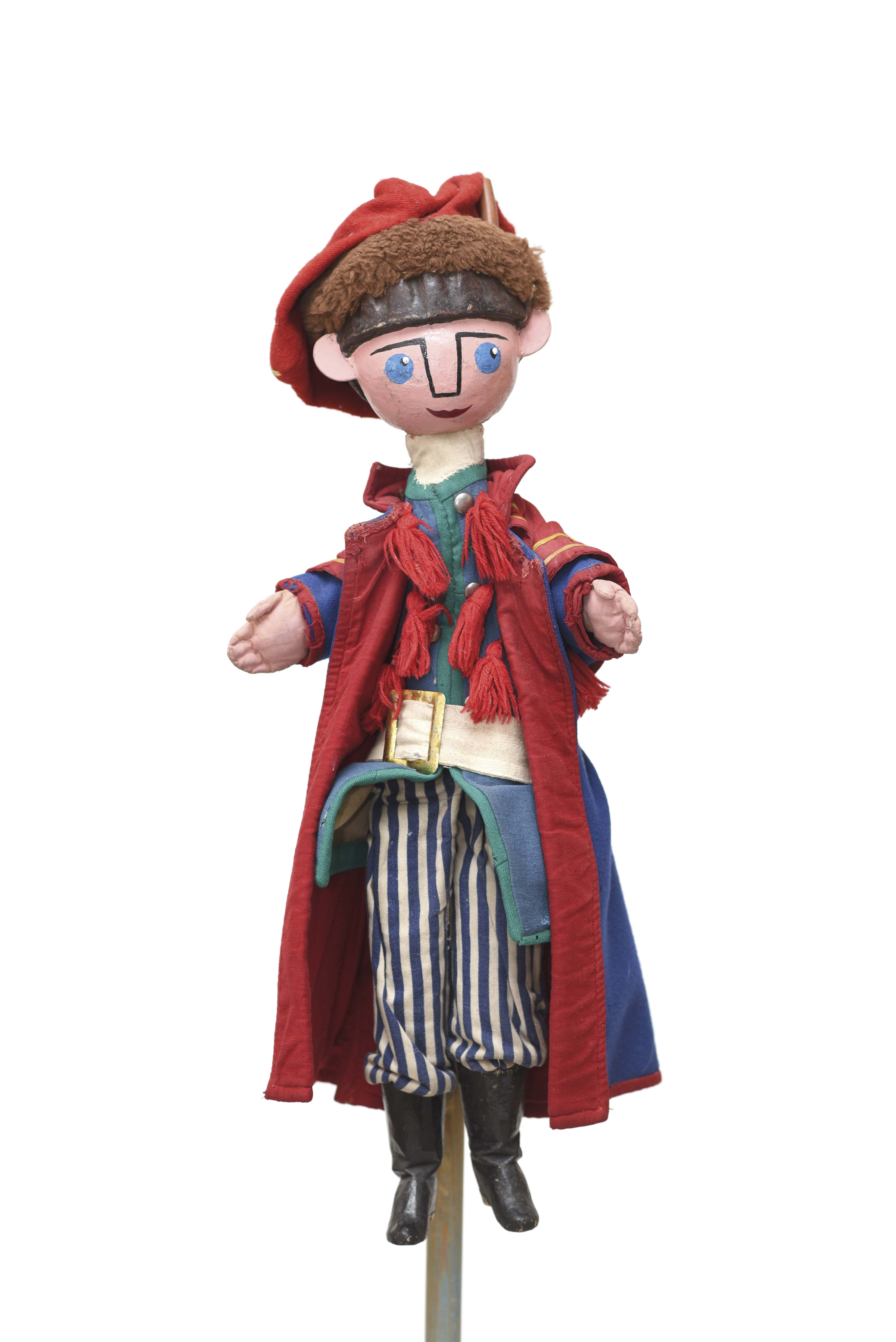
Lalka zaprojektowana przez Alego Bunscha do spektaklu BO W MAZURZE TAKA DUSZA, granego przez 25 lat, z którym Miniatura objeździła cały świat.

Przez prawie 70 lat historii teatru w Miniaturze tworzyło wiele postaci polskiego i pomorskiego środowiska artystycznego, m.in. Ali Bunsch (scenograf), Natalia Gołębska (reżyserka, kierownik literacki teatru), Janina Jarzynówna-Sobczak (choreograf), Jerzy Katlewicz (dyrygent), Michał Zarzecki (reżyser, dyrektor artystyczny teatru), Alina i Jerzy Afanasjewowie (twórcy teatralni, autorzy bajek i scenariuszy), Jerzy Stachurski (kompozytor, kierownik muzyczny teatru), Piotr Tomaszuk (reżyser, dyrektor artystyczny teatru), Tadeusz Słobodzianek (dramaturg, kierownik literacki teatru).
Do legendy teatru przeszły takie spektakle, jak: Bo w Mazurze taka dusza (scen. i reż. Natalia Gołębska, lalki: Ali Bunsch), wystawiany w latach 1967 - 1984 we Francji, Belgii,Jugosławii,ZSRR,Bułgarii,Libanie,Syrii i Niemczech. Finlandii Latający wiatrak (scen. Alina i Jerzy Afanasjew, reż. Michał Zarzecki), Ilja Muromiec (adapt. Natalia Gołębska, reż. Michał Zarzecki, scenogr. Gizela Bachtin-Karłowska), O Zwyrtale Muzykancie, czyli jak się stary góral (scenogr. Adam Kilian),O turze złotorogim ( Natalia Gołębska, scenogr.Ali Bunsch, muz. Jerzy Dobrzański,choreogr. Edward Dobraczyński) Polowanie na lisa S. Mrożka (reż. Piotr Tomaszuk, scenogr. Mikołaj Malesza), Turlajgroszek (scen. Piotr Tomaszuk, Tadeusz Słobodzianek, reż. Piotr Tomaszuk, scenogr. Mikołaj Malesza).
W latach 1983–1985 budynek teatralny i scena przeszły gruntowną modernizację i rozbudowę (powstało dodatkowe piętro). Kolejna modernizacja odbyła się w 2014 roku, objęła pomieszczenia teatru dla widzów (foyer, toalety), instalację wentylacji, dopasowanie obiektu do potrzeb osób z niepełnosprawnościami oraz doprowadzenie do zgodności z obecnie obowiązującymi przepisami bezpieczeństwa przeciwpożarowego. W roku 1996 Teatr Miniatura skierował także (po raz pierwszy w swej historii) swą propozycję kulturalną do widowni dorosłej.
Infrastruktura teatru obejmuje dwie sale: dużą i kameralną. W 2013 roku premierą Poobiednich igraszek Romy Mahieu została zainaugurowana trzecia sala – Sala Prób.

## Osoby związane z teatrem

### Dyrektorzy
- Olga Totwen 1950–1951
- Ali Bunsch 1952–1961
- Zbigniew Baturo 1962–1979
- Zdzisław Miodowski 1980–1991
- Tomasz Jaworski 1992–1996
- Konrad Szachnowski 1996–2011
- Romuald Wicza-Pokojski 2011–2019
- Michał Derlatka od 2019

### Kierownictwo artystyczne
- Olga Totwen 1950–1951
- Ali Bunsch 1952–1961 (również scenograf)
- Michał Zarzecki 1962–1976
- Zofia Watrak 1977–1981
- Konrad Szachnowski 1982–1985
- Zbigniew Wilkoński 1982–1991
- Piotr Tomaszuk 1992–1995
- Konrad Szachnowski 1996–2011
- Romuald Wicza-Pokojski 2011–2019
- Michał Derlatka od 2019

### Inni
- Lech Bądkowski – kierownictwo literackie

## Zasłużeni aktorzy Teatru Miniatura
W zespole artystycznym Teatru Miniatura pracowało wielu wybitnych aktorów-lalkarzy, wśród których warto wymienić m.in. Michała Zarzeckiego (jednocześnie reżysera i dyrektora artystycznego teatru w latach 1962-1976), Aleksandra Skowrońskiego, Henryka Zalesińskiego, Józefinę Unczur, Aleksandrę Dukland. 

## Spektakle Teatru Miniatura
- Asagao, Baltic. Pies na krze[2], Baśń o zaklętym kaczorze, Bądź mi opoką, Bajki robotów, Calineczka, Camera! Music! Action!, Cicha Noc, Czarnoksiężnik z krainy OZ, Dom pod Kocim Pazurem, Dr Dolittle i Przyjaciele, Dzieci z Bullerbyn, Dzikie Łabędzie, Emil rozrabiaka, Fahrenheit, Igraszki z bajką, Każdy przyniósł, co miał najlepszego, Koziołek Matołek spektakl, Krzyżacy, Książę i żebrak, Magiczny koncert – obrazki z wystawy, O krasnoludkach i Sierotce Marysi, Oliwer Twist, Pierścień i róża, Piękna i Bestia, Piotruś Pan, Pippi Langstrump, Podróże Gullivera, Przyjaciel wesołego diabła, Remus, Siedmiu krasnoludków, Szewczyk Dratewka, Świniopas, Tajemnica diamentów, Tajemnica kina, Trzewiczki szczęścia, Tymoteusz wśród ptaków, Wakacyjny muzyczny plecak, U stóp drabiny, Złoty klucz (O chłopie co wszystkich zwodził), Zostań przyjacielem, Przypływ (spektakl dla najmłodszych widzów, od sześciu miesięcy do trzech lat), Tonja z Glimmerdalen, Momo, Co u diabła.